# Lobulosa
Lobulosa is een muggengeslacht uit de familie van de motmuggen (Psychodidae).

## Soorten
- L. pollex (Berden, 1954)
- L. transsylvanica (Szabó, 1960)